# Alexander Macklin
Alexander Hepburne Macklin (India, 1889 – Aberdeen, 21 marzo 1967) è stato un medico ed esploratore britannico.
È stato uno dei due chirurghi della spedizione Endurance in Antartide ed ha partecipato alla spedizione Quest, l'ultima missione di Ernest Shackleton.

## Formazione
Nato nel 1889 in India dove il padre faceva pratica come medico, quando la sua famiglia fa ritorno in Inghilterra va a vivere nelle isole Scilly. Macklin studia prima al Plymouth College e poi all'University of London, dopo aver lavorato un breve periodo come mozzo continua la sua formazione presso la Victoria University of Manchester dove si laurea in medicina.

## La spedizione Endurance
Appena dopo aver completato gli studi, viene accettato come medico della spedizione che Ernest Shackleton sta preparando in Antartide. Oltre ai normali compiti da medico venne assegnato a una muta di cani da slitta, compito che comprendeva anche la cura degli stessi. Dopo il naufragio dell'Endurance gli uomini effettuarono un lungo percorso sulla banchisa antartica. Con poche provviste Macklin si prodigò con la sua muta nel catturare foche e pinguini, svolse talmente bene questo compito che, quando le razioni si fecero ancora più scarse, i suoi cani furono gli ultimi ad essere uccisi.
Dopo essere arrivati all'isola Elephant Shackleton ed altri cinque uomini salparono a bordo della James Caird in cerca di soccorsi mentre gli altri restarono a terra. Qui il lavoro di Macklin e dell'altro medico della spedizione, McIlroy, venne particolarmente apprezzato: Rickinson subì un attacco di cuore, Hudson venne colto da una crisi nervosa e Blackborow aveva un dito in gangrena. Macklin e McIlroy furono costretti ad effettuare un'amputazione di emergenza: mentre Macklin somministrava a Blackborow del cloroformio come anestetico, McIlroy operò il paziente. Come molti altri membri della spedizione Macklin venne decorato con la medaglia polare d'argento.

## Dopo la spedizione
Al ritorno in Inghilterra, Macklin si unisce al Royal Army Medical Corps e viene impegnato sui fronti francese, russo ed italiano della prima guerra mondiale. Per il coraggio dimostrato a soccorrere alcuni feriti del fronte italiano viene insignito della Military Cross.
Nel 1922 Shackleton invita alcuni membri della spedizione Endurance tra cui Worsley, Hussey, Wild, McIlroy, Kerr, MacLeod, Charles Green e lo stesso Macklin a far parte della spedizione Quest con obiettivo Antartide. Shackleton non ha dei piani precisi per la spedizione, dopo una sosta a Rio de Janeiro fa rotta verso la Georgia del Sud. Durante il viaggio Shackleton ha dolori cardiaci, ma rifiuta i consigli di Macklin di riposarsi. A Rio ha un attacco di cuore, ma non vuole essere visitato da Macklin. Il 4 gennaio 1922 la Quest attracca nella Georgia del Sud. Il mattino del 5 gennaio Macklin viene chiamato nell'alloggio di Shackleton che ha un nuovo infarto. Ernest Shackleton muore poco dopo, come medico di bordo Macklin ha il compito di preparare il cadavere dell'esploratore per la sepoltura nella Georgia del Sud.
Nel 1926 Macklin si stabilisce a Dundee, in Scozia dove esercita la professione medica per i successivi 21 anni. Durante la seconda guerra mondiale è tenente colonnello nei Medical Corps impiegati sul fronte africano. Per le sue azioni viene insignito della Territorial Decoration e successivamente dell'Ordine dell'Impero Britannico.
Nel 1948 si sposa con Jean e si trasferisce ad Aberdeen dove lavorerà in vari ospedali della città prima di andare in pensione nel 1960. Muore il 21 marzo 1967.